# Reinhold Batschi
Reinhold Batschi OAM⁠(d) (n. 20 august 1942, Sânpetru, România) este un fost canotor român și un renumit antrenor australian de canotaj. A fost primul antrenor principal al programului de canotaj al Institutului Australian de Sport⁠(d) și antrenorul principal al echipelor olimpice de canotaj ale Australiei între 1980 și 2000.

## Biografie

### Cariera de canotor
Batschi a început să practice canotajul în perioada satisfacerii serviciului militar obligatoriu al României. A fost component al clubului sportiv Dinamo București al Ministerului Afacerilor Interne și a deținut gradul de plutonier major (în 1968). A făcut parte din echipa națională de canotaj a României și a câștigat o medalie de bronz în proba masculină de patru rame cu cârmaci la Campionatele Europene de canotaj din 1967⁠(d). La Jocurile Olimpice de vară din 1968⁠(d), care au avut loc la Ciudad de México, echipajul de patru rame cu cârmaci⁠(d), din care făcea parte, a terminat pe locul 7. Batschi s-a retras din activitatea de sportiv în 1969.

### Cariera de antrenor
Batschi a absolvit studii sportive la Academia Națională de Educație Fizică și Sport din București (România). În 1970 a devenit antrenor la clubul său de canotaj din București. Batschi a emigrat apoi în Germania de Vest, unde a lucrat ca antrenor principal la Centrul de Canotaj al orașului Berlinul de Vest. El a antrenat echipa Germaniei de Vest, care a câștigat medalii la Jocurile Olimpice de la Montreal din 1976.
În 1979 s-a mutat în Australia împreună cu soția sa, Florie, și cu cele două fiice pentru a prelua funcția de director național al corpului de antrenori al Consiliului de Canotaj al Australiei (Rowing Australia⁠(d)). În 1984 a fost numit antrenor principal inaugural al programului de canotaj al Institutului Australian de Sport⁠(d). A deținut această funcție până la pensionarea sa în septembrie 2007.
În 1986, Batschi a antrenat echipa masculină de opt rame cu cârmaci a Australiei, care a câștigat medalia de aur la Campionatele Mondiale de canotaj din 1986⁠(d). Aceasta a fost prima și singura dată când Australia a câștigat proba masculină de opt rame cu cârmaci, fie la Jocurile Olimpice, fie la un Campionat Mondial.
La pensionarea sa din 2007 a fost evidențiat pentru „munca sa de pionierat care a inclus un program național de dezvoltare tehnică, un program de pregătire a antrenorilor care a fost precursorul unui sistem național de acreditare a antrenorilor, un program de competiții internaționale pentru canotorii promițători, proceduri îmbunătățite de selecție și antrenament pe tot parcursul anului”.

## Rezultate obținute în cariera internațională de antrenor

### Jocurile Olimpice
Batschi a fost antrenor principal al echipelor olimpice de canotaj ale Australiei din 1980 până în 2000. În această perioadă, Australia a câștigat 16 medalii olimpice la canotaj (patru de aur, cinci de argint și șapte de bronz). El a antrenat direct echipe doar la Jocurile Olimpice din 1984 și 1988.
- 1984 – medalie de bronz – opt rame cu cârmaci masculin
- 1988 – locul 5 – opt rame cu cârmaci masculin
- 2004 – locul 7 – patru vâsle masculin

### Campionatele Mondiale
Batschi a fost antrenor principal la Campionatele Mondiale din 1991 și 1999. Rezultatele obținute de echipajele antrenate la Campionatele Mondiale:
- 1983⁠(d) medalie de bronz – opt rame cu cârmaci masculin[11]
- 1986⁠(d) medalie de aur – opt rame cu cârmaci masculin[11]
- 1987⁠(d) locul 4 – opt rame cu cârmaci masculin[11]
- 1989⁠(d) locul 10 – patru rame cu cârmaci masculin[11]
- 1990⁠(d) locul 8 – opt rame cu cârmaci masculin[11]
- 1991⁠(d) locul 10 – opt rame cu cârmaci masculin[11]
- 1994⁠(d) locul 5 – patru rame cu cârmaci masculin[11]
- 1995⁠(d) locul 11 – opt rame cu cârmaci masculin[11]
- 1997⁠(d) locul 8 – dublu rame masculin[11]
- 2001⁠(d) locul 10 – patru vâsle masculin[11]
- 2002⁠(d) locul 4 – dublu vâsle masculin; locul 14 – simplu vâsle masculin[11]
- 2003⁠(d) locul 4 – patru vâsle masculin[11]

### Jocurile Commonwealth-ului
- 1986⁠(d) – medalie de aur – opt rame cu cârmaci masculin; medalie de bronz – patru rame cu cârmaci masculin

## Distincții
- 1968 – Medalia „Meritul Sportiv” clasa I „pentru contribuția deosebită adusă la dezvoltarea mișcării de cultură fizică și sport și pentru merite deosebite în activitatea sportivă de performanță, cu prilejul împlinirii a 20 de ani de la înființarea Clubului sportiv «Dinamo»-București al Ministerului Afacerilor Interne”[6]
- 1987 – Order of Australia⁠(d) pentru serviciile aduse canotajului, în special prin intermediul activității de antrenor[7]
- 1990 – a fost inclus în Sport Australia Hall of Fame⁠(d) ca membru general[7]
- 1991 – Premiul Eunice Gill⁠(d) pentru merite în domeniul formării antrenorilor[12]
- 2000 – Medalia australiană pentru sport⁠(d)
- 2015 – Rowing Australia a redenumit Centrul Național de Antrenament din Canberra – Centrul Național de Antrenament „Reinhold Batschi”[13]
- 2016 – Premiul pentru servicii deosebite aduse canotajului internațional[10]
- Membru pe viață al Rowing Australia⁠(d)[14]